# سنت الرأس الهندي
سنت الرأس الهندي، المعروف أيضًا باسم بنس الرأس الهندي ، كان عملة بقيمة سنت واحد (0.01 دولار) أنتجها مكتب دار سك العملة بالولايات المتحدة من عام 1859 إلى عام 1909. صممت من قبل جيمس بارتون لونغاكر، النقاش الرئيسي في دار سك العملة في فيلادلفيا.
من عام 1793 إلى عام 1857، كان السنت عبارة عن عملة نحاسية بحجم نصف دولار تقريبًا. حيث أدى اكتشاف الذهب في كاليفورنيا إلى تضخم كبير في الأسعار ومع وفرة الذهب ارتفع سعر النحاس. كذلك كانت صناعة العملات المعدنية من فئة السنت ونصف السنت أحد مراكز الربح الوحيدة بالنسبة للدار، وبحلول عام 1850 بدأت الدار في البحث عن بدائل. في عام 1857، قامت دار السك بتقليص حجم السنت وتغيير التركيب إلى 12% نيكل و88% نحاس (نحاس-نيكل)، وأصدرت تصميمًا جديدًا، سنت النسر الطائر. كانت القطع الجديدة متطابقة في القطر مع القطع النقدية الحديثة، على الرغم من أنها كانت أكثر سمكًا. كان هذا أول استخدام للنحاس والنيكل في عملات الولايات المتحدة. جعلها النحاس والنيكل تبدو أكثر إشراقا وبدأ يطلق عليها اسم "السنت الأبيض" أو "النيكل".
في عام 1858، استبدل النسر الطائر بتصميم الرأس الهندي. تسبب تصميم النسر الطائر في صعوبات إنتاجية وسرعان ما بحثت دار سك العملة عن بديل له. قام مدير دار سك العملة جيمس روس سنودن باختيار تصميم رأس الهندي واختار إكليل الغار للوجه الخلفي، والذي استبدل في عام 1860 بإكليل من خشب البلوط مع درع. خزنت السنتات خلال الفوضى الاقتصادية التي شهدتها الحرب الأهلية الأمريكية، عندما كان النيكل المعدني في نقص حاد. وعندما رأى مسؤولو دار سك العملة أن العملات البرونزية الصادرة بشكل خاص كانت متداولة، فقد حثوا الكونغرس على تمرير قانون العملات لعام 1864، الذي سمح باستخدام نسبة أقل من سبائك البرونز.
في فترة ما بعد الحرب، أصبح السنت شائعًا جدًا وسك بأعداد كبيرة في معظم السنوات. كان عام 1877 استثناءً، عندما أدى ضعف الاقتصاد وقلة الطلب على السنتات إلى إنشاء أحد أندر التواريخ في السلسلة. ومع ظهور الآلات التي تعمل بالعملات المعدنية في أواخر القرن التاسع عشر وأوائل القرن العشرين، إنتج المزيد من السنتات، حيث وصل عددها لأول مرة إلى 100 مليون سنت في عام 1907. في عام 1909، استبدل سنت Indian Head بسنت Lincoln، الذي صممه فيكتور د. برينر.

## البداية
ضرب سنت كبير بحجم نصف الدولار في الفترة من عام 1793 إلى عام 1857. كان من المفترض أن تحتوي هذه العملة المعدنية على ما يقرب من سنت واحد من النحاس، حيث كان الناس يتوقعون أن تحتوي العملات المعدنية على ما يقرب من قيمتها الاسمية من المعدن. ومع ذلك، وبسبب البند الدستوري الذي يجعل الذهب والفضة فقط هما العملة القانونية، فإن الحكومة لن تقبل سنتات النحاس كضرائب أو مدفوعات أخرى. بحلول أوائل خمسينيات القرن التاسع عشر، دفعت التقلبات في أسعار النحاس دار سك العملة في الولايات المتحدة إلى البحث عن بدائل، بما في ذلك تقليل حجم السنت والتجريب باستخدام تركيبات أخرى غير النحاس النقي. وكانت النتيجة هي سنت النسر الطائر، وهو نفس قطر سنت لينكولن اللاحق ولكنه أكثر سمكًا وأثقل وزنًا، ويتكون من 88% من النحاس و12% من النيكل. سكت عملة النسر الطائر بأعداد محدودة كعملة نمطية في عام 1856، ثم تداولوها في عامي 1857 و1858.
إصدر سنت النسر الطائر مقابل العملات الفضية الاستعمارية الإسبانية البالية، والتي كانت حتى ذلك الحين متداولة على نطاق واسع في الولايات المتحدة. وقد إصدرت هذه "العملات الصغيرة" أيضًا في مقابل العملات النحاسية التي حلت محلها. بحلول عام 1858، وجدت سلطات دار سك العملة أن القطعة غير مرضية في الإنتاج. كانت النقاط المرتفعة على جانبي العملة المعدنية (رأس النسر والإكليل) متعارضة مع بعضها البعض، وكان من الصعب إخراج التصميم بالكامل في سبيكة النحاس والنيكل الصلبة. قاموا بتكليف النقاش جيمس ب. لونغاكر، مصمم عملة سنت النسر الطائر، بتطوير تصاميم بديلة. لقد أخرج واحدًا، يظهر نسرًا أكثر نحافة، والذي لن يتعارض كثيرًا مع الإكليل العكسي. على الرغم من أن هذا كان من شأنه أن يعالج مشكلة الإنتاج، إلا أن التصميم لم يلق استحسانًا. اقترح مدير دار سك العملة جيمس روس سنودن تصميمًا لوجه العملة على شكل رأس كولومبوس، لكن لونغاكر شعر أن الجمهور لن يوافق على وجود شخصية تاريخية على عملة أمريكية.

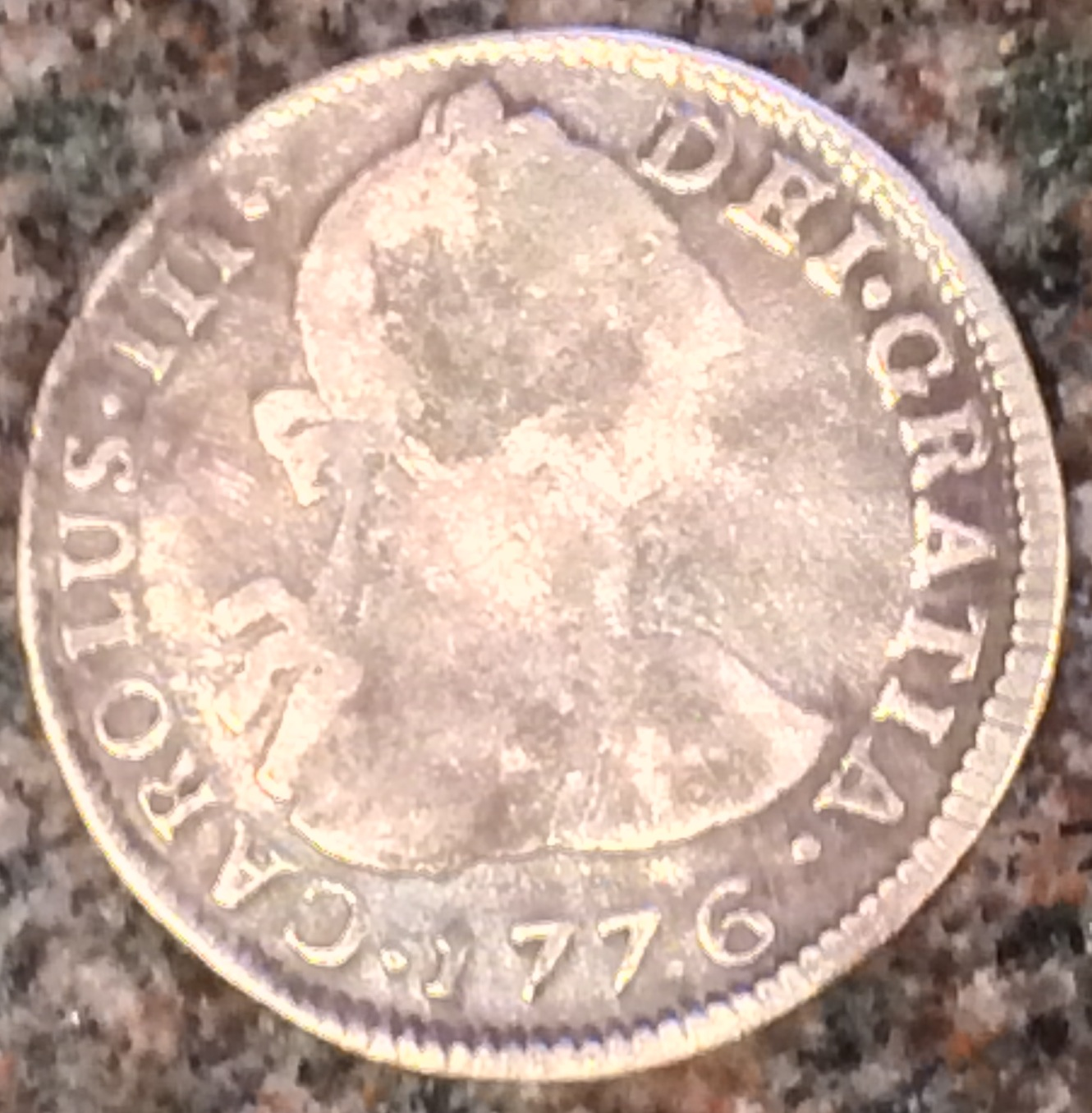
قطعة نقدية استعمارية إسبانية مكونة من ريالين ("قطعتين") من دار سك النقود في بوتوسي (في بوليفيا حاليًا)

في عام 1858، اختبرت دار سك العملة تصميمات جديدة للسنت. ضرب ما بين 60 إلى 100 مجموعة من اثني عشر قطعة نقدية نمطية، تتكون من وجه النسر الطائر القياسي، ونمط "النسر الهزيل"، وتصميم الرأس الهندي، متزاوجًا مع أربعة أكاليل مختلفة للعكس. قام سنودن باختيار التصميم الذي سيصنعه في عام 1859 من تلك الأنماط، وقاموا ببيع المجموعات أيضًا لهواة الجمع. يبدو أن تصميم الرأس الهندي أُعد بحلول أبريل، كما في الثاني عشر من ذلك الشهر. في الشهر التالي، كتب السيد هوارد إلى سنودن قائلاً: "لقد علمت أنه ضربت قطعة نمطية جديدة للسنت في دار سك العملة [مع] رأس يشبه رأس قطعة الخمسة دولارات وعلى العكس درع في الأعلى من الزيتون والبلوط إكليل"، وطلب شراء عينة. سعى علماء العملات الآخرون أيضًا إلى الحصول على قطع: كتب آر كولتون ديفيس، وهو صيدلي من فيلادلفيا وله علاقات بدار سك العملة، إلى سنودن في يونيو يخبره عن قصة إيجابية في إحدى صحف بوسطن، وكتب أوغسطس بي سيج إلى مدير دار سك العملة في نفس الشهر، يطلب عينة لنفسه، وواحدة لجمعية النقود الأمريكية المؤسسة حديثًا.
وفقًا لوالتر برين، فمن المرجح أن يكون سنودن قد اختار مزيج الرأس الهندي وإكليل الغار لأنه كان الأقل بروزًا من بين الخيارات الأخرى، وكان من المتوقع أن يكون له تأثير جيد. في الرابع من نوفمبر/تشرين الثاني 1858، كتب سنودن إلى وزير الخزانة هويل كوب بشأن تصميم "الرأس الهندي"، وبعد يومين كتب إلى لونغاكر، لإبلاغه بالموافقة على التصميم. كان من المقرر أن يقوم لونغاكر بإعداد القوالب اللازمة للإنتاج، والذي كان من المقرر أن يبدأ في الأول من يناير عام 1859.

## التصميم
دافع لونغاكر عن تصميمه للرأس الهندي في رسالة إلى سنودن بتاريخ 21 أغسطس 1858:
From the copper shores of Lake Superior, to the silver mountains of Potosi from the Ojibwa to the Araucanian, the feathered tiara is as characteristic of the primitive races of our hemisphere, as the turban is of the Asiatic. Nor is there anything in its decorative character, repulsive to the association of Liberty ... It is more appropriate than the قبعة فريجية, the emblem rather of the emancipated slave, than of the independent freeman, of those who are able to say "we were never in bondage to any man". I regard then this emblem of America as a proper and well defined portion of our national inheritance; and having now the opportunity of consecrating it as a memorial of Liberty, 'our Liberty', American Liberty; why not use it? One more graceful can scarcely be devised. We have only to determine that it shall be appropriate, and all the world outside of us cannot wrest it from us.
بحسب الأسطورة النقدية، فإن ملامح وجه الإلهة (الحرية) على وجه سنت "الرأس الهندي" كانت مستوحاة من ملامح سارة ابنة لونغاكر؛ تقول الحكاية أنها كانت في دار السك ذات يوم عندما جربت غطاء رأس أحد الأمريكيين الأصليين الذين كانوا يزورونها، ورسمها والدها. ومع ذلك، كانت سارة لونغاكر تبلغ من العمر 30 عامًا وتزوجت في عام 1858، وليس 12 عامًا كما في الحكاية، وذكر لونغاكر نفسه أن الوجه كان مستوحى من تمثال فينوس القرفصاء في فيلادلفيا على سبيل الإعارة من الفاتيكان. لقد كان يرسم ابنته الكبرى في كثير من الأحيان، وهناك أوجه تشابه بين تصوير سارة والتمثيلات المختلفة للحرية على عملاته المعدنية في خمسينيات القرن التاسع عشر. يبدو أن هذه القصص كانت موجودة في ذلك الوقت، حيث نفى سنودن، في رسالة إلى وزير الخزانة هويل كوب في نوفمبر 1858، أن تكون العملة المعدنية "مستندة إلى أي سمات بشرية في عائلة لونغاكر". يلاحظ لي إف. ماكنزي، في مقالته التي كتبها عام 1991 عن لونغاكر، أن أي فنان يمكن أن يتأثر بالعديد من الأشياء، لكنه يصف القصة بأنها "كاذبة في الأساس".
بغض النظر عن الشخص الذي وقف أمام لونجاكر، فإن ملامح وجه "الهندي" هي في الأساس قوقازية، وهذا يعني أن المرأة القوقازية ترتدي غطاء رأس رجل أمريكي أصلي. في عام 1854، صمم لونجاكر قطعة الدولار الثلاثة بامرأة ذات ملامح مماثلة (من المفترض أيضًا أنها تستند إلى تمثال المتحف) ولكن بغطاء رأس أكثر خيالية، وقام بتكييف هذا التصميم للدولار الذهبي. كان المسؤولون على علم بهذا الترخيص الفني في وقت الإصدار؛ يصف سنودن، في رسالته إلى كوب في نوفمبر 1858، العملتين الأوليين بأنهما "من الواضح أن الفنانين في دار السك لم يدركوا التناقض السخيف في وضع هذه الصفة الذكورية للغاية للمحارب الشجاع على رأس امرأة". ولن يكون لونغاكر هو الأخير الذي جمع بين ملامح امرأة بيضاء وغطاء رأس هندي مخصص للرجال؛ فقد أنتج أوغسطس سانت جودنز، في تصميمه لنسر الرأس الهندي (1907)، تصميمًا مشابهًا. تصور الإصدارات اللاحقة هنودًا أكثر دقة، بما في ذلك قطع رأس الهنود الذهبية لبلا ليون برات (1908)، ونيكل الجاموس (1913) لجيمس إيرل فرازير، الذي عمل من نماذج أمريكية أصلية، ونصف دولار أوريجون تريل التذكاري (1926)، الذي صممه فريزر وزوجته لورا.

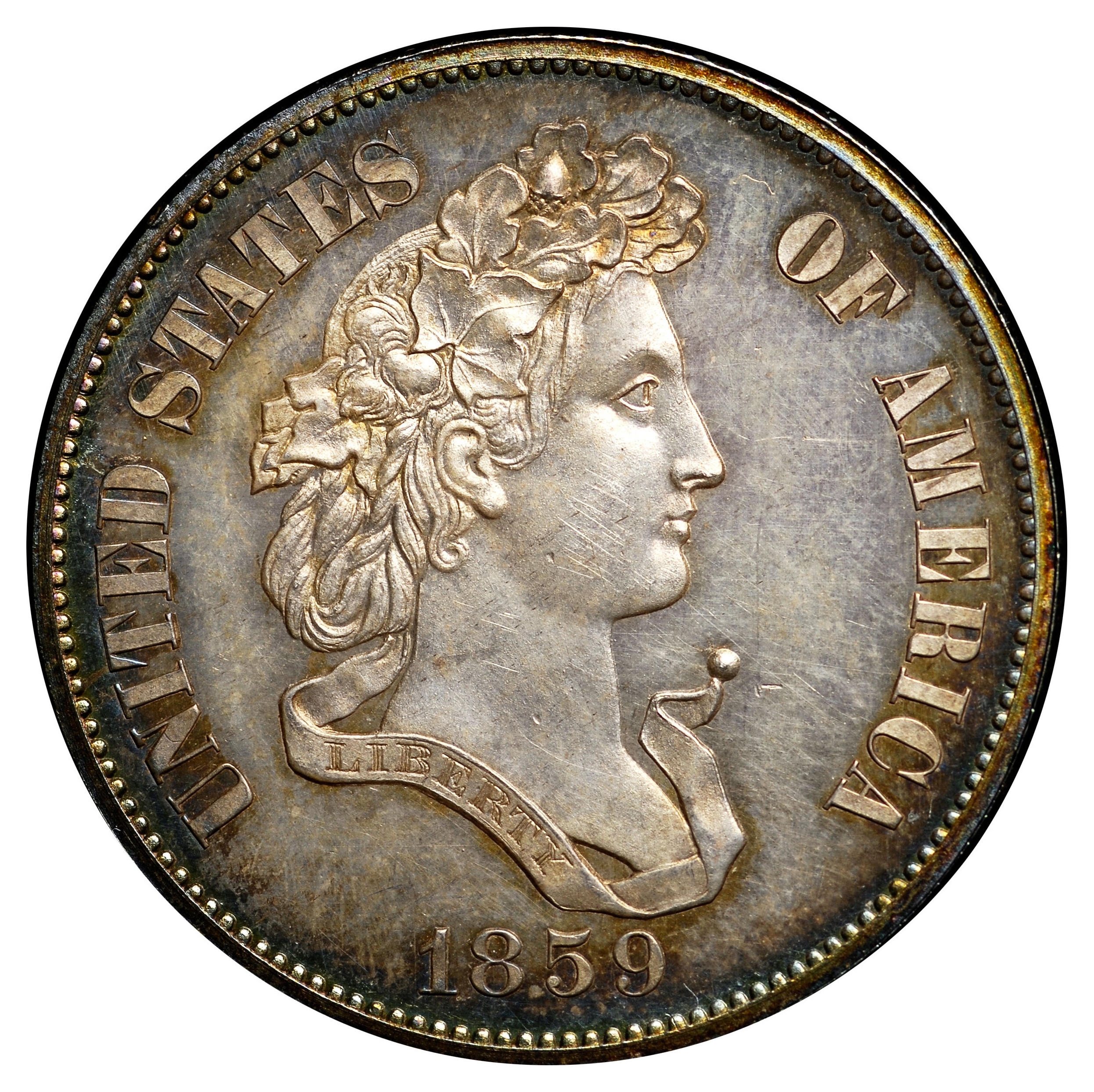
اعتقد كورنيليوس فيرمول أن عملة سنت Indian Head كانت أفضل من عملة النصف دولار التي صممها لونجاكر عام 1859.

كان لدى مؤرخ الفن كورنيليوس فيرمويل مشاعر مختلطة حول سنت الرأس الهندي: "أثرى لونجاكر أسطورة العملات الأمريكية بطريقة ممتعة وإن كانت غير متكلفة. بالنظر إلى تصميماته النمطية لنصف الدولار لعام 1859 كمقياس، كان بإمكانه أن يفعل ما هو أسوأ." في مقارنة أخرى، اقترح فيرمويل، "بعيدًا عن كونه إبداعًا كبيرًا من الناحية الجمالية أو الأيقونية، وأقل جاذبية للعين من [النسر الطائر]، كان سنت الرأس الهندي على الأقل يحقق نعمة الجاذبية الشعبية. ربما أصبحت العملة المعدنية الأكثر محبوبًا ونموذجًا أمريكيًا من أي قطعة كبيرة أو صغيرة في السلسلة الأمريكية. لم تكن العملة المعدنية فنًا رائعًا، لكنها كانت واحدة من أولى منتجات دار سك العملة الأمريكية التي حققت اللمسة المشتركة."

## الإنتاج

### إعادة التصميم والفائض (1859-1861)
بدأ إنتاج عملة Indian Head التجارية في بداية عام 1859. عند إصدارها للتداول، تختلف القطع في بعض التفاصيل عن نموذج 1858 سنتًا من التصميم المماثل؛ وقد قام لونجاكر بشحذ بعض التفاصيل. كانت العملة المعدنية ذات النمط تحتوي على أوراق الغار في الإكليل الخلفي في مجموعات من خمس أوراق؛ أما العملة المعدنية الصادرة عام 1859 فكانت تحتوي على هذه الأوراق في مجموعات من ست أوراق. من المعروف أن العملات المعدنية التي يعود تاريخها إلى عام 1858 مع الوجه الخلفي المعتمد (مع مجموعات من ست أوراق) قد ضربت على الأرجح في عام 1859، وهي نادرة للغاية.
في عام 1860، تغير الوجه الخلفي للعملة المعدنية ليتضمن إكليلًا من خشب البلوط ودرعًا ضيقًا؛ وتُعرف هذه الوجوه الخلفية أيضًا على القطع التي يعود تاريخها إلى عام 1859 والتي ضربت على شكل أنماط. وفقًا لريتشارد سنو في دليل عملاته المعدنية لعملات النسر الطائر وسنتات الرأس الهندي، لم يكن هذا بسبب مشاكل في تصميم "إكليل الغار" الخلفي المستخدم في عام 1859، حيث لا تزال التفاصيل الكاملة باقية على العديد من القطع الموجودة. ومع ذلك، اقترح والتر برين أن الريش والتجعيدات الموجودة على الوجه الأمامي لم تكن جيدة كما كانت في وقت لاحق، وأن "هذا قد يفسر قرار سنودن بتغيير التصميم مرة أخرى". يذكر ديفيد لانج، في تاريخه للدار، أن الهدف من ذلك كان إعطاء العملة "مزيدًا من الطابع الوطني"، نقلاً عن سنودن. تحتوي جميع سنتات عام 1859 وبعضها من عام 1860 على قطع تمثال نصفي لليبرتي على الطرف الأمامي بنقطة؛ تحتوي معظم سنتات عام 1860 وجميع الإصدارات اللاحقة على هذا القطع مدورًا.
إصدر عشرات الملايين من سنتات النسر الطائر مقابل العملات النحاسية الأمريكية القديمة والفضة الإسبانية الصغيرة. كانت الفضة الإسبانية لا تزال تتدفق إلى دار السك في أوائل عام 1859، وبناءً على إلحاح سنودن، مدد الكونغرس في الثالث من مارس/آذار من ذلك العام استرداد هذه العملات الأجنبية، التي كانت العطاء القانوني في الولايات المتحدة حتى عام 1857، لمدة عامين آخرين. وقد طعن نيل كاروثرز في عمله المتعلق بالعملة ذات الفئات الصغيرة في هذا القرار باعتباره غير ضروري ــ فبعد حرمانها من صفة العطاء القانوني، كان من الممكن القضاء على الفضة الإسبانية المتبقية من خلال المبيعات للبنوك مقابل السبائك. أولئك الذين أحضروا العملات القديمة إلى دار السك حصلوا على سنتات مقابلها، في البداية حصلوا على النسر الطائر، ثم حصلوا على رأس الهندي. وفي العام التالي للتجديد، إصدر نحو أربعين مليون سنت هندي، وهو ما يعني أن نحو مائة مليون سنت من النحاس والنيكل دخلت التجارة منذ عام 1857. وبما أن هذه العملة لم تكن متداولة في الجنوب والغرب بسبب التحيز ضد العملات المعدنية الأساسية، فقد أدت إلى اختناق التجارة. لم يكن أحد مضطرًا إلى أخذها، ولم يكن هناك قانون يجعلها عملة قانونية. وبناء على إلحاح سنودن، أنهى الكونغرس عملية التبادل في يونيو/حزيران 1860. ومع ذلك، وكما اعترف سنودن في تقريره السنوي في ذلك العام، كان هناك عدد كبير للغاية من السنتات المتداولة. في أكتوبر 1860، ذكرت مجلة The Bankers' Magazine وStatistical Register أن التجارة في مدينة نيويورك تجاوزت عشرة ملايين سنت، وإذا رغب أي شخص في الطلب بكميات كبيرة، فيمكن شراؤه بخصم.

### النقص وإعادة التصميم (1862-1864)
وقد خفف فائض السنتات بسبب الفوضى الاقتصادية الناجمة عن الحرب الأهلية الأمريكية، التي بدأت في عام 1861. وفي نهاية ذلك العام، توقفت البنوك عن صرف الذهب، الذي أصبح منذ ذلك الحين أعلى سعراً من النقود الورقية. وقد إصدرت هذه الدولارات الخضراء ، ابتداء من العام التالي، بكميات كبيرة من قبل الحكومة الفيدرالية. اختفت الفضة من التجارة في يونيو 1862، مع ارتفاع سعر هذا المعدن، تاركة السنت العملة الفيدرالية الوحيدة التي لم تختف تمامًا من التجارة من خلال التخزين. بحلول ذلك الوقت، كان فائض السنتات قد انخفض، حيث قام التجار بتخزينها بكميات كبيرة - وانهار أحد طوابق مدينة نيويورك تحت الحمل. كانت هناك وسائل أخرى لصنع التغيير والتي إقرت في حالة الطوارئ، من طوابع البريد إلى الرموز الصادرة عن القطاع الخاص، ولكن الطلب العام كان على السنت الواحد - حيث حققت دار سك النقود في فيلادلفيا أرقامًا قياسية، وخصصت جزءًا من الإنتاج لنقله إلى مدن أخرى. ومع ذلك، بحلول يوليو/تموز 1862، لم يعد من الممكن شراء السنت، من حيث الكمية، إلا بعلاوة قدرها 4% من النقود الورقية في المدن الكبرى في الشرق. سميت قطع النحاس والنيكل بـ "النيكل" أو "النكس". تقديم العملات المعدنية للدفع لا يحمل معه أي التزام بإجراء أي تغيير فيها. وعليه، فباستخدام كمية صغيرة من "الخدوش"، يمكن للمتسوق إجراء عمليات شراء بنفس المبلغ بالضبط، دون تلقي مثل هذه الحلول المؤقتة مثل أوراق الائتمان الخاصة بالتجار، والتي قد لا يقبلها الآخرون بالقيمة المذكورة.
بحلول عام 1863، ذكرت مجلة The Bankers' Magazine أن علاوة السنتات في فيلادلفيا ارتفعت إلى 20%. وبعد ذلك، انخفضت القيمة المضافة بسبب سيل الرموز المعدنية التي أصدرها التجار، والتي حظيت بقبول واسع النطاق. وقد أدت الحلول الحربية الأخرى، مثل العملة الجزئية، إلى تقليل الطلب على السنت من خلال استبدال العملات الفضية المفقودة. كانت كميات صغيرة من السنتات متداولة بينهم، على الرغم من أن الكثير منها كان لا يزال محتفظًا به.
ولاحظ المسؤولون الحكوميون أن الجمهور تقبل بسهولة رموز التجار. كان العديد من هذه الرموز مصنوعًا من البرونز، وعندما حاولوا في عام 1863 إعادة العملات المعدنية إلى التداول، قاموا بالنظر في استخدام العملات البرونزية، والتي لن تحتوي على قيمتها الاسمية في المعدن. وفي تقريره السنوي الذي قدمه في أكتوبر/تشرين الأول 1، 1863، لاحظ مدير دار سك النقود في إدارة لينكولن جيمس بولوك أنه "بينما يتوقع الناس القيمة الكاملة لعملاتهم الذهبية والفضية، فإنهم يريدون فقط العملة الأقل قيمة [المعادن الأساسية] لسهولة إجراء المدفوعات الدقيقة". لقد لاحظ أن العملات المعدنية الخاصة كانت تحتوي في بعض الأحيان على ما لا يقل عن خمس سنت من المعدن، ومع ذلك كانت لا تزال متداولة. واقترح استبدال سنت النحاس والنيكل بقطعة برونزية من نفس الحجم. أراد بولوك أيضًا التخلص من النيكل كمعادن لعملات معدنية؛ حيث كانت سبائكه الصلبة تدمر القوالب والآلات. في ديسمبر 8. كتب بولوك إلى وزير الخزانة سلمون ب. تشيس، مقترحًا إصدار عملة برونزية بقيمة سنت واحد وسنتين.

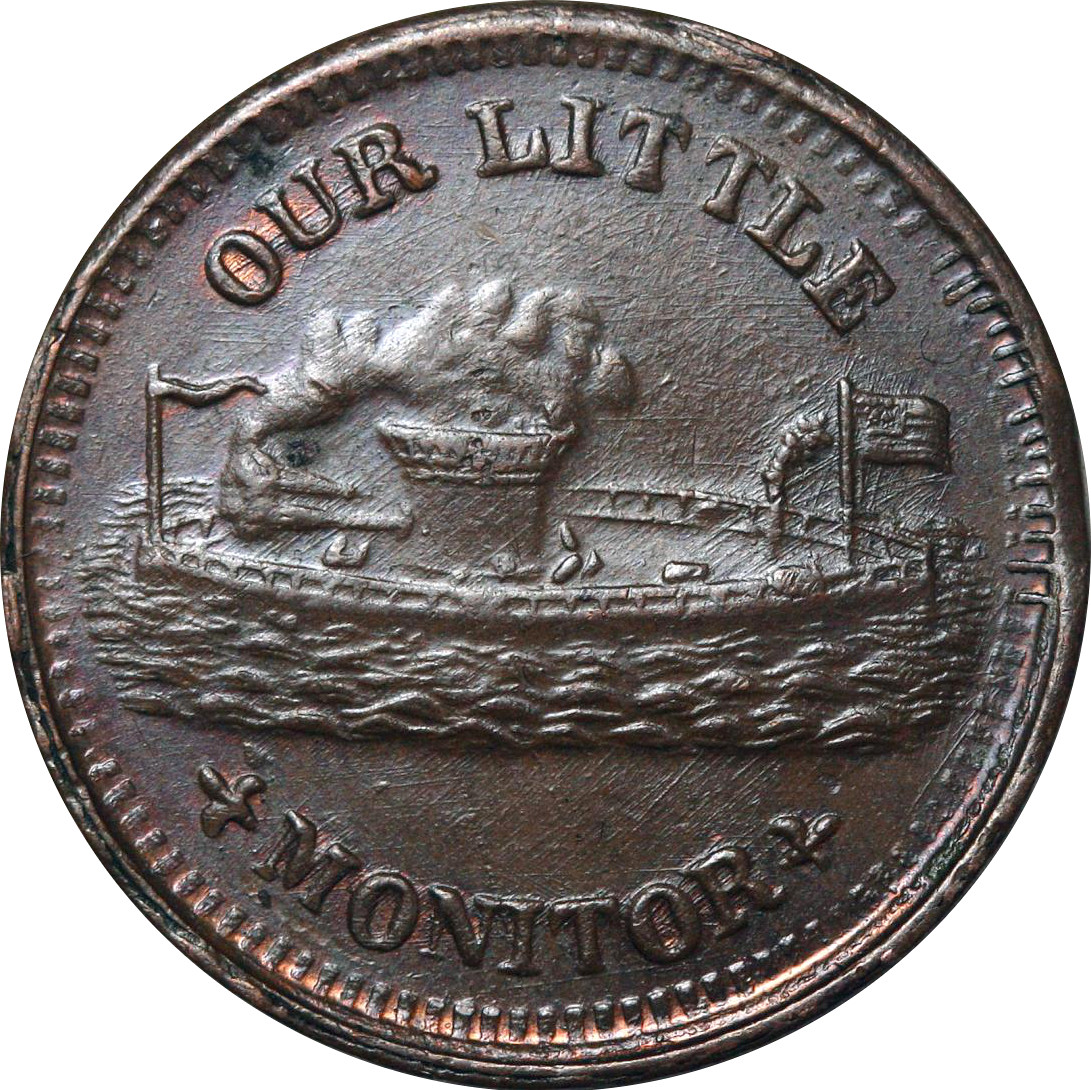
عملة حرب أهلية بحجم سنت، إصدرت بشكل خاص كعملة فيدرالية وخزنت.

في شهر مارس في الثاني من يناير/كانون الثاني 1864، كتب بولوك بشكل عاجل إلى تشيس، محذراً إياه من أن دار السك بدأت تنفد منها العملات المعدنية من فئة النيكل، وأن الطلب على السنتات بلغ أعلى مستوياته على الإطلاق. وأبلغ الوزير أيضًا أن لجنة التحليل الأمريكية، التي تتألف من مواطنين ومسؤولين اجتمعوا في الشهر السابق لاختبار العملات الفضية والذهبية في البلاد، أوصت باستخدام البرونز الفرنسي (95% نحاس والباقي من القصدير والزنك) كمعادن لعملة السنت وقطعة جديدة بقيمة سنتين. بعد ثلاثة أيام، أرسل تشيس رسالة بولوك الصادرة في شهر ديسمبر/كانون الأول ومشروع قانون بشأن القطع البرونزية فئة سنت واحد وسنتين إلى السيناتور وليام ب. فيسيندين من ولاية مين، رئيس لجنة المالية بمجلس الشيوخ. ولم يتخذ فيسيندين أي إجراء فوري، وفي 16 مارس/آذار، كتب بولوك مرة أخرى إلى تشيس، محذرا من أن الدار سوف تنفد من النيكل، الذي كانوا يقوموا باستيراد الكثير منه. أرسل تشيس خطابه إلى فيسيندين. قدم التشريع أخيرًا من قبل السيناتور عن ولاية نيو هامبشاير دانيال كلارك في مارس 22؛ قرئت رسائل بولوك، ويبدو أنها أثرت على الإجراءات حيث أقر مجلس الشيوخ مشروع القانون دون مناقشة.
كان ينتج النيكل محليًا في ذلك الوقت من منجم في غاب، بنسيلفانيا، مملوك للصناعي جوزيف وارتون. في شهر مارس 19، كتب بولوك إلى تشيس أنهم لم يعد لديهم أي نيكل، ولا يوجد أي شيء متاح من الخارج؛ "وبالتالي أصبحنا محصورين في الإمدادات المحلية؛ من أعمال السيد وارتون". في معارضة لإزالة النيكل من السنت، نشر وارتون كتيبًا في أبريل 1864 يقترح سك قطع من فئة سنت واحد، وسنتين، وثلاثة، وخمسة، وعشرة سنتات من سبيكة مكونة من جزء واحد من النيكل وثلاثة أجزاء من النحاس، مما أدى إلى مضاعفة نسبة النيكل المستخدمة في السنت. وعلى الرغم من جهود وارتون، في أبريل وفي 20 كانون الثاني/يناير، أيدت لجنة مختارة من مجلس النواب مشروع القانون. وقد عارضه ثاديوس ستيفنز من ولاية بنسلفانيا، الذي كان يمثل منطقة التعدين التي استخرج منها وارتون النيكل. ويروي ستيفنز أن وارتون أنفق 200 ألف دولار على تطوير منجمه وآلات تنقية الخام، وكان من غير العدل حرمانه من الاستخدام الرئيسي لمعادنه. "هل يجب علينا تدمير كل هذه الممتلكات لأن سك النقود باستخدام معدن آخر قد يوفر المزيد من الأموال للحكومة؟"  علاوة على ذلك، فقد زعم أن سبيكة النحاس والنيكل المستخدمة في صناعة السنتات قد وافق عليها الكونغرس، وأن المعدن الجديد، الذي أطلق عليه "النحاس الأصفر"، سوف يظهر عليه الصدأ. وقد دحض هذا الزعم من قبل عضو الكونغرس عن ولاية أيوا جون أ. كاسون، رئيس لجنة العملات والأوزان والمقاييس في مجلس النواب، والذي صرح بأن سبيكة البرونز لا تشبه النحاس الأصفر، وأنه لا يستطيع دعم الاقتراح القائل بأن الحكومة ملزمة بالشراء من المورد لأنه أنفق المال تحسبًا للمبيعات.
وقد أقر مجلس النواب التشريع، ووقع الرئيس أبراهام لينكون على قانون العملات المعدنية لعام 1864 في أبريل 22 و جعل التشريع العملات المعدنية الأساسية قانونية لأول مرة: حيث كانت القطع النقدية من فئة السنت والسنتين مقبولة بكميات تصل إلى عشرة سنتات. ولكن الحكومة لن تستردها بالجملة. كما حظر القانون أيضًا العملات المميزة الخاصة بقيمة سنت واحد وسنتين، وفي وقت لاحق من ذلك العام ألغى الكونجرس جميع الإصدارات من هذا القبيل. لم يسمح التشريع باسترداد سنتات النحاس والنيكل القديمة؛ فقد صاغه بولوك، الذي كان يأمل أن يساعد دخل السيادة من إصدار العملات الجديدة في تمويل عمليات دار السك، ولم يكن يريد تقليصه بسبب استدعاء القطع القديمة. وقد قاموا بتهدئة وارتون ومصالحه من خلال إقرار مشروع قانون لعملة بقيمة ثلاثة سنتات في عام 1865 وقطعة بقيمة خمسة سنتات في عام 1866، وكلاهما من السبائك التي اقترحها، والتي لا يزال يضرب "النيكل"، كما أصبحت العملة الأخيرة معروفة. وعلى الرغم من ذلك، بذل وارتون ومصالحه في النيكل محاولات متكررة لإعادة النيكل إلى سنت، وفي كل مرة فشلت، سواء كجزء من المداولات حول ما أصبح قانون العملة لعام 1873، وفي أوائل ثمانينيات القرن التاسع عشر.
قاموا بشراء العملات المعدنية المصنوعة من النحاس والنيكل في أوائل عام 1864 من قبل المضاربين بشكل عام ولم يتداولوها بأعداد كبيرة. بدأت دار سك العملة في إنتاج العملات البرونزية في 13 مايو، بعد ثلاثة أسابيع من إقرار قانون العملات، وطرحت للتداول في 20 مايو. استخدمت القوالب المعدة لقطع النحاس والنيكل لضرب البرونز. في وقت ما خلال عام 1864، شحذ لونجاكر تصميمه لاستخدامه في ضرب القطع البرونزية الناعمة، وأضاف أيضًا الحرف الأول منه "L". لم يُعرف متى كان ذلك، ولكن ربما كان ذلك في وقت مبكر من شهر مايو/أيار، باستخدام القوالب الجديدة إلى جانب القوالب القديمة. غالبًا ما يشار إلى هذه القطع البرونزية باسم "1864-L" و"1864 No L". الحرف "L" معروف على القطع التي يعود تاريخها إلى عام 1863، سواء في المعدنين، أو على القطع النحاسية النيكلية التي يعود تاريخها إلى عام 1864 - بعض هذه الإصدارات، والتي هي كلها نادرة للغاية، من المرجح أنها سُكَّت في تاريخ لاحق. قبل السنت البرونزي من قبل الجمهور على الفور، وسرعان ما خفف الإنتاج الكثيف للإصدار من نقص السنتات.

### السنوات اللاحقة (1865–1909)

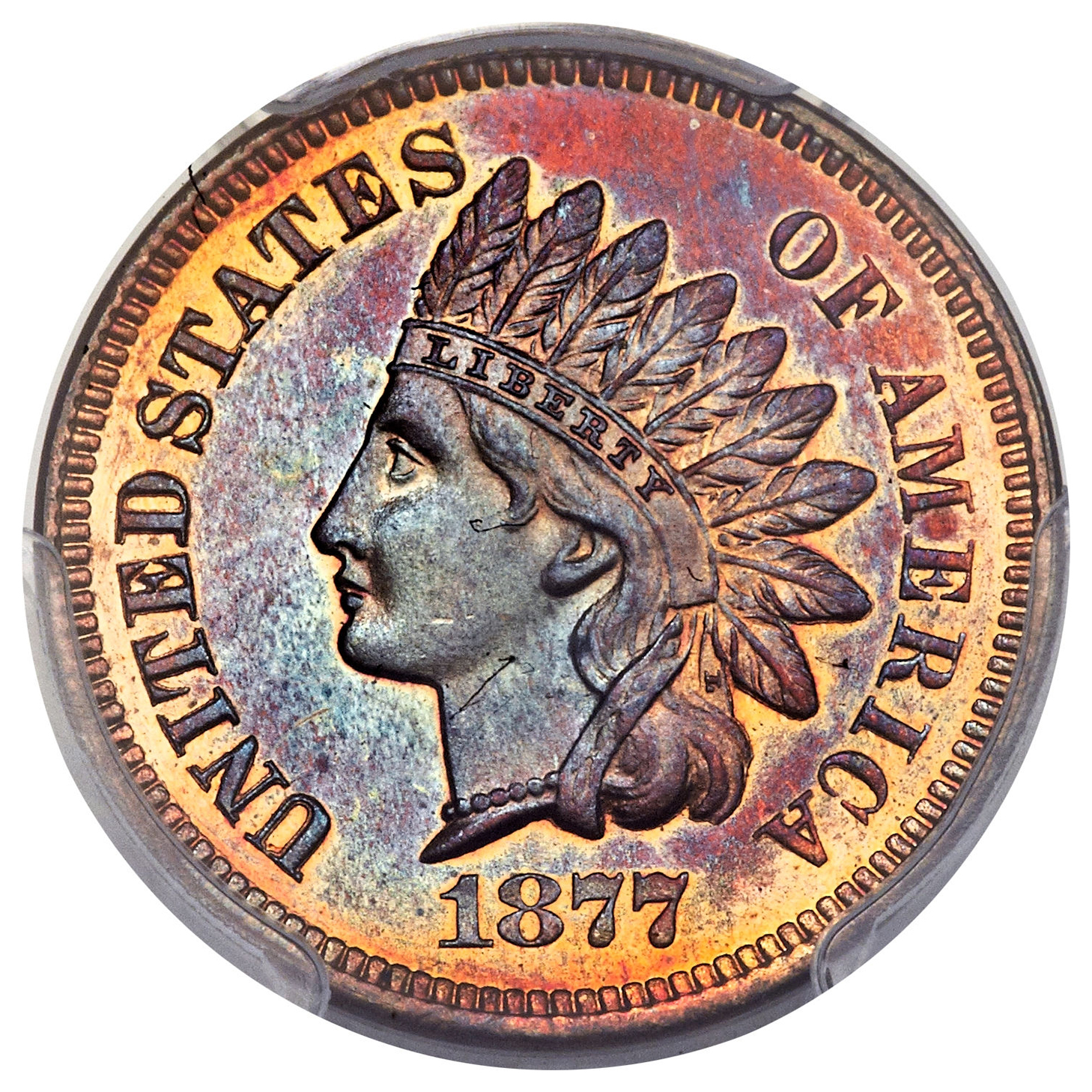
سنت رأس هندي من عام 1877

في سنوات ما بعد الحرب، تقلص الإنتاج الضخم من العملات المعدنية، حيث توقف التخزين وتعوض بعض الركود بعملات معدنية أساسية أخرى. ومع ذلك، فإن الإصدارات المختلفة من العملات المعدنية الصغيرة، التي لم تستردها الحكومة في ذلك الوقت، تسببت في حدوث فائض آخر في التجارة، والذي لم يكسر تمامًا حتى قانون 3 مارس 1871، الذي سمح باسترداد السنتات والعملات المعدنية الصغيرة الأخرى في مجموعات تبلغ قيمتها 20 دولارًا أو أكثر. وبموجب هذا القانون، استرد ما يزيد على ثلاثين مليون سنت من النحاس والنيكل، بتصميمي رأس الهندي والنسر الطائر؛ وقامت دار السك بإذابة هذه العملات لإعادة سكها. بيعت خمسة وخمسين مليون سنت برونزي للحكومة أيضًا؛ وبدءًا من عام 1874، أعادت دار سك العملة إصدار هذه السنتات استجابةً للطلبات التجارية على السنتات، مما أدى إلى خفض الطلب على العملات المعدنية الجديدة. وقد أدى انخفاض أسعار الفضة إلى إعادة العملات المعدنية المصنوعة من هذا المعدن، والتي خزنت لعقد من الزمان أو أكثر، إلى التداول مرة أخرى، مما أدى أيضًا إلى انخفاض الطلب. بين عامي 1866 و1878، لم يتجاوز الإنتاج عشرة ملايين إلا في حالات نادرة؛ وتعد عملة عام 1877، التي بلغ عدد العملات المتداولة منها 852,500، تاريخًا نادرًا بالنسبة للسلسلة. بعد عام 1881، كانت هناك عمليات استرداد قليلة للعملات البرونزية، بسبب الطلب المرتفع على الفئة، على الرغم من استمرار استرداد وتذويب العملات النحاسية والنيكل.
مع التوقف عن استخدام قطعة الفضة من فئة سنتين وثلاثة سنتات في عام 1873، أصبحت قطعة السنت والنيكل من فئة الثلاثة سنتات هما الباقيتان الوحيدتان من العملات المعدنية التي تقل قيمتها عن خمسة سنتات. في ذلك الوقت، لم تكن العملة المعدنية من فئة النيكل ذات الثلاثة سنتات تحظى بشعبية كبيرة بسبب فئتها الغريبة وتشابهها في الحجم مع العملة المعدنية من فئة العشرة سنتات (مع عودة العملات الفضية). كان سعر البريد البالغ ثلاثة سنتات أحد الأسباب التي أدت إلى ظهور هذا التصنيف في خمسينيات القرن التاسع عشر؛ وفي أوائل ثمانينيات القرن التاسع عشر، خفض مكتب البريد السعر الأساسي للرسائل إلى سنتين. وقد أدى هذا التغيير إلى زيادة الطلب على العملات المعدنية من فئة السنتات، كما أدى إلى انخفاض الطلب على العملات المعدنية من فئة النيكل التي تبلغ ثلاثة سنتات، والتي أُلغيت في عام 1890. في معظم سنوات ثمانينيات القرن التاسع عشر، كانت هناك إصدارات كبيرة من عملات الهنود الحمر. كان الاستثناء في منتصف ثمانينيات القرن التاسع عشر عندما أدت الأوقات الاقتصادية السيئة إلى انخفاض الطلب على العملات الصغيرة. لم تسك العملات المعدنية من فئة سنتات أو خمسة سنتات من العملات المعدنية النيكلية بعد فبراير 1885 وحتى أواخر عام 1886. استمر إنتاج القوالب غير المؤرخة التي يمكن ختم سنة الإصدار عليها، وخلال فترة التوقف في إنتاج العملات المعدنية، قام كبير النقاشين تشارلز إي. باربر بتعديل التصميم، وإزالة الخطوط العريضة الخفيفة بين الحروف الموجودة على الوجه وبقية التصميم، وإجراء تغييرات أخرى. وقد أدى هذا إلى ظهور نوعين من سنتات رأس الهندي لعام 1886، يمكن التمييز بينهما: في النوع الأول، تشير الريشة الأدنى على الوجه بين الحرفين I وC في كلمة "AMERICA"، بينما في النوع الثاني تشير بين الحرف C والحرف A الأخير. ويقدر سنو أن 14 مليونًا من أصل 17,654,290 عملة مسكوكة كانت من النوع الأول، كما كانت أغلبية العملات المضروبة التي بلغ عددها 4,290 عملة.
لقد تسبب الذعر الاقتصادي في عام 1893 مرة أخرى في انخفاض عدد السنتات المنتجة، حيث إنفقت العملات المعدنية المتراكمة في الأيدي الخاصة، مما أدى إلى خلق فائض. وبعيدًا عن ذلك، تميزت السنوات الأخيرة من السلسلة قبل انتهائها في عام 1909 بطبع كميات كبيرة من العملات، حيث وصل عدد العملات في عام 1907 إلى أكثر من مائة مليون عملة. لقد أدى الاقتصاد السليم في أغلب السنوات إلى تغذية الطلب، كما فعلت الشعبية المتزايدة للآلات التي تعمل بالعملات المعدنية، والتي يمكن العثور على بعضها في أروقة الألعاب الصغيرة. بحلول أوائل القرن العشرين، أصبح السنت مقبولاً في جميع أنحاء البلاد، ولكن بموجب القانون كان إنتاج السنت مقصورًا على دار سك العملة في فيلادلفيا. وسعى مسؤولو الخزانة إلى إزالة هذا القيد، وزيادة المخصصات السنوية لشراء المعادن الأساسية لإنتاج السنت والنيكل ــ وكان المبلغ المنفق قد ظل كما هو منذ عام 1873، على الرغم من أن الطلب على السنتات كان قد زاد إلى حد كبير. وبموجب قانون 24 أبريل 1906، حصلت دار سك العملة على إذن بضرب العملات المعدنية الأساسية في أي دار سك، وقاموا بمضاعفة المخصصات أربع مرات إلى 200 ألف دولار. سكت كميات صغيرة من السنتات في دار سك العملة في سان فرانسيسكو في عامي 1908 و1909؛ وكان سنت 1909-S، الذي سك 309000 قطعة منه، هو الأقل سكًا في السلسلة ويحظى بقسط كبير باعتباره تاريخًا رئيسيًا.

## الاستبدال

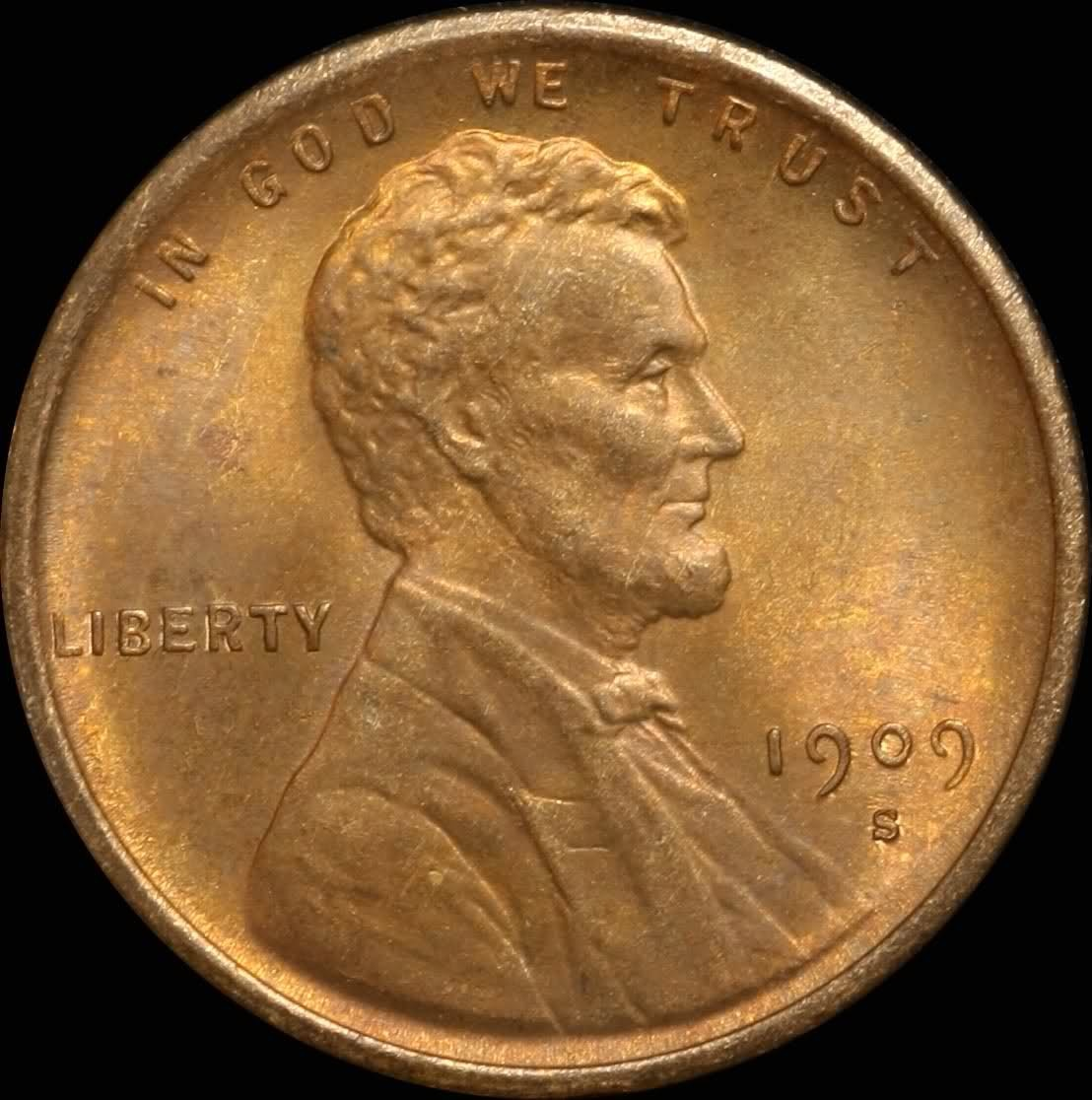
سنت لينكولن 1909-S

في عام 1890، أقر الكونغرس تشريعًا يسمح للدار بتعديل التصميمات التي كانت قيد الاستخدام لمدة 25 عامًا دون الحاجة إلى إذن تشريعي. في عام 1904، كتب الرئيس ثيودور روزفلت إلى وزير الخزانة، ليزلي مورتيمر شو، يشكو من افتقار العملات الأمريكية إلى القيمة الفنية، ويستفسر عما إذا كان من الممكن تعيين فنان خاص، مثل النحات أوغسطس سانت جودنز، لإعداد تصاميم عملات جديدة. بناءً على تعليمات روزفلت، تعاقدت دار سك العملة مع سانت جودنز لإعادة تصميم السنت والقطع الذهبية الأربع: النسر المزدوج (20 دولارًا)، والنسر (10 دولارات)، ونصف النسر (5 دولارات)، وربع النسر (2.50 دولارًا). وبما أن تصميمات تلك القطع ظلت كما هي لمدة 25 عامًا، سنوات، يمكن تغييرها دون الحاجة إلى قانون من الكونغرس، كما كان من الممكن تغيير قانون رأس الهند.

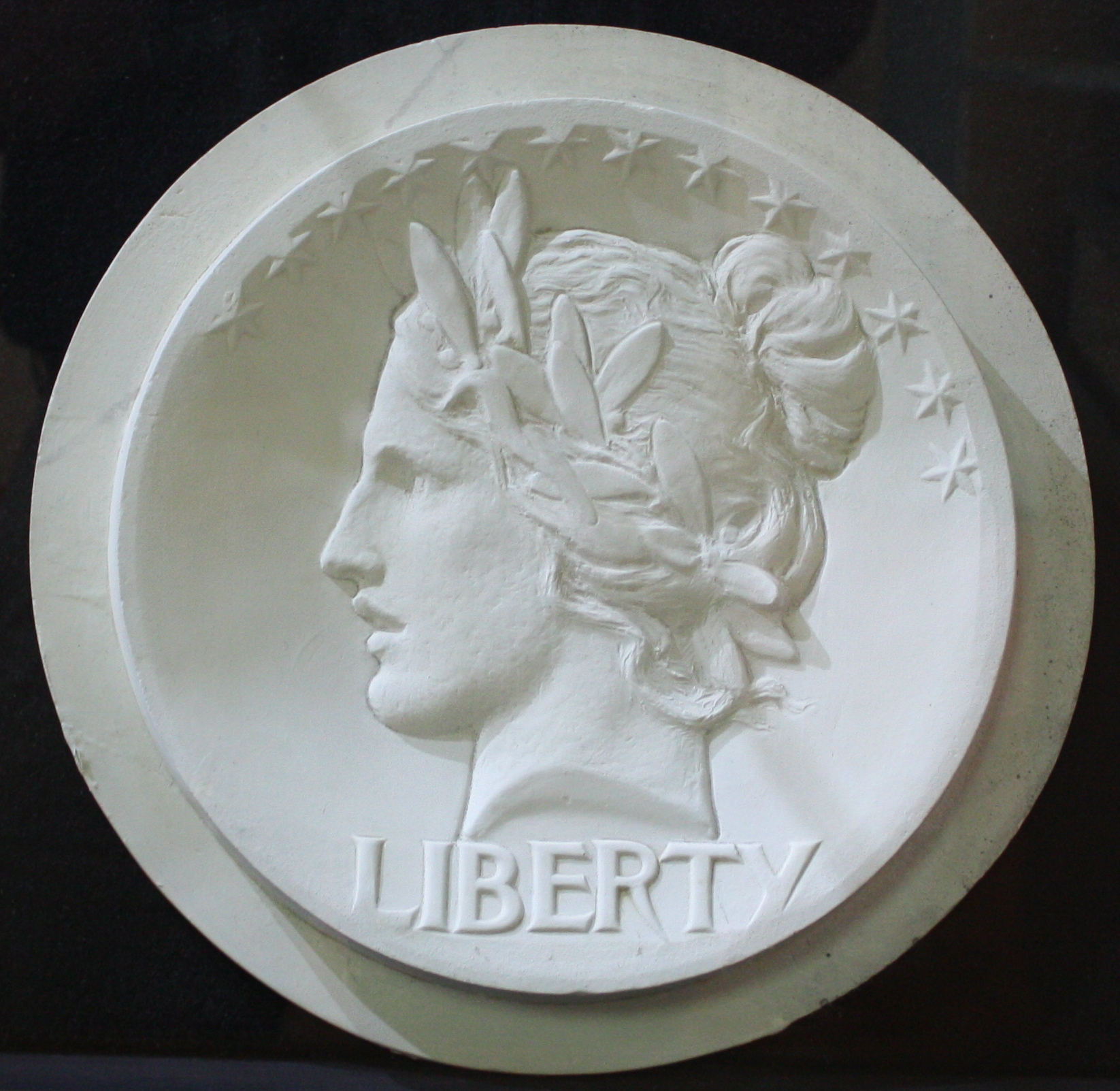
نموذج سانت جودنز لوجه العملة المعدنية بقيمة 10 سنتات: صورة الحرية مع إضافة غطاء رأس هندي، وتطور التصميم لاحقًا للقطعة بقيمة 10 دولارات.

كان سانت جودنز قد تصور في الأصل تصميم نسر طائر للعملة المعدنية بقيمة سنت واحد، ولكن بناءً على طلب روزفلت، قام بتطويره للعملة المعدنية بقيمة 20 دولارًا بعد أن علم أنه بموجب قانون عام 1873، لا يمكن أن يظهر نسر على العملة المعدنية. يتذكر الكاتب والصديق ويتر باينر أنه في يناير 1907، كان سانت جودنز يعاني من مرض خطير وهو السرطان، وكان يحمل إلى الاستوديو الخاص به لمدة عشر دقائق يوميًا لانتقاد عمل مساعديه في المشاريع الحالية، بما في ذلك السنت. توفي سانت جودنز في 3 أغسطس 1907، دون أن يقدم تصميمًا آخر للسنت.
مع إعادة تصميم الفئات الذهبية الأربع التي اكتملت بحلول عام 1908، وجه روزفلت اهتمامه إلى السنت. كان من المقرر أن تحل الذكرى المئوية لميلاد الرئيس الذي أغتيل أبراهام لينكولن في فبراير/شباط عام 1909، وقد أُصدر بالفعل أعداد كبيرة من الهدايا التذكارية المصنعة بشكل خاص. كتب العديد من المواطنين إلى وزارة الخزانة، مقترحين إصدار عملة معدنية تحمل اسم لينكولن، وكان روزفلت مهتمًا بتكريم زميله الجمهوري. كان هذا بمثابة انقطاع عن التقاليد النقدية الأمريكية السابقة؛ فقبل سنت لينكولن، لم تكن أي عملة أمريكية متداولة بانتظام تحتوي على شخص حقيقي (على عكس التجسيدات المثالية، مثل "الحرية").
في أواخر عام 1908، جلس روزفلت أمام النحات فيكتور ديفيد برينر، الذي كان يصمم ميدالية للجنة قناة بنما. من غير المؤكد كيف قاموا باختيار برينر لتصميم العملة، ولكن في يناير 1909، وظفه مدير دار سك العملة فرانك أ. ليتش لتصميم سنت لينكولن. تداولت هذه العملة لاحقًا في عام 1909، مما أدى إلى إنهاء سلسلة سنتات Indian Head.

## التجميع

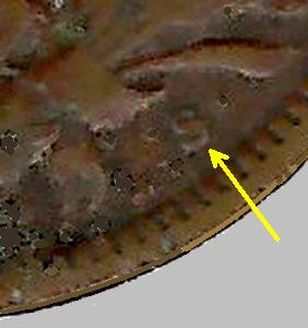
علامة دار السك "S" (المشار إليها بالسهم) على ظهر سنت هندي من عام 1908 يحمل الحرف S

كانت عملات سنتات Indian Head شائعة بين هواة جمع العملات حتى في نصف القرن الذي أُنتجت فيه؛ ومنذ ذلك الحين، ومع نمو الهواية، زاد الاهتمام بها. جاء تقديم ألبومات العملات المعدنية غير المكلفة في ثلاثينيات القرن العشرين لاحتواء السلسلة وتشجيع هواة الجمع على البحث عن مجموعة كاملة في وقت كانت فيه النسخة البرونزية من سنت Indian Head لا تزال شائعة في العملات المعدنية الصغيرة. ولم تدرس على نطاق واسع حتى ستينيات القرن العشرين؛ ويعزو الكاتب المختص في علم العملات توم دي لوري، في مقدمته لكتاب سنو، هذا إلى التحيز بين علماء العملات الذين نشأوا مع عملة سنت إنديان هيد كقطعة متداولة شائعة. ويشير إلى أن طبعة عام 1960 من كتاب آر إس ييومان " دليل عملات الولايات المتحدة" (عادةً الكتاب الأحمر) أدرجت أربعة تواريخ فقط كانت لها أصناف، أحدها، التاريخ الزائد 1869/68، كان خاطئًا، حيث كان الرقم الأخير في الواقع أكبر من 9 أخرى تتضمن طبعة عام 2018 من الكتاب الأحمر أصنافًا لـ 12 تاريخًا.
مثل معظم فئات العملات الأمريكية الأخرى، يمكن العثور على عملة 1873 في نوعين، اعتمادًا على مظهر الرقم الأخير من التاريخ: "Close 3" أو "Closed 3" من القوالب المبكرة، ولكن بعد أن اشتكى كبير صُنّاع العملات أ. لاودون سنودن من أن الرقم "3" يشبه الرقم "8" كثيرًا، قام كبير النقاشين ويليام باربر بتعديل عمله لإنشاء "Open 3". تحتوي بعض القطع الصادرة عام 1875 على نقطة تظهر على الحرف "N" في "ONE" على الجانب الخلفي. ربما كانت هذه علامة سرية، أضيفت للقبض على لص داخل دار سك النقود في فيلادلفيا.

ضرب سنت Indian Head بكميات كبيرة وأغلب التواريخ لا تزال غير مكلفة: يسرد Yeoman جميع التواريخ من عام 1900 إلى عام 1908 من فيلادلفيا بسعر 2 دولار في حالة جيدة - 4. حامل الرقم القياسي للفئة هو عينة تجريبية من 1864-L، والتي يقدر عدد العملات المضروبة منها بنحو 20 عملة؛ وقد بيعت مقابل 161000 دولار في عام 2012.